# Josh Sheehan
Josh Sheehan (Pembrey, 30 marzo 1995) è un calciatore gallese, centrocampista del Bolton e della Nazionale gallese.

## Caratteristiche tecniche
È un centrocampista centrale.

## Carriera

### Club
Ha giocato nella seconda e nella terza divisione inglese.

### Nazionale
Ha giocato nelle nazionali giovanili gallesi Under-19 ed Under-21.
Il 12 novembre 2020 ha debuttato con la nazionale gallese giocando l'amichevole contro gli Stati Uniti.

## Statistiche

### Cronologia presenze e reti in nazionale
| Cronologia completa delle presenze e delle reti in nazionale ― Galles | Cronologia completa delle presenze e delle reti in nazionale ― Galles | Cronologia completa delle presenze e delle reti in nazionale ― Galles | Cronologia completa delle presenze e delle reti in nazionale ― Galles | Cronologia completa delle presenze e delle reti in nazionale ― Galles | Cronologia completa delle presenze e delle reti in nazionale ― Galles | Cronologia completa delle presenze e delle reti in nazionale ― Galles | Cronologia completa delle presenze e delle reti in nazionale ― Galles |
| Data                                                                  | Città                                                                 | In casa                                                               | Risultato                                                             | Ospiti                                                                | Competizione                                                          | Reti                                                                  | Note                                                                  |
| --------------------------------------------------------------------- | --------------------------------------------------------------------- | --------------------------------------------------------------------- | --------------------------------------------------------------------- | --------------------------------------------------------------------- | --------------------------------------------------------------------- | --------------------------------------------------------------------- | --------------------------------------------------------------------- |
| 12-11-2020                                                            | Cardiff                                                               | Galles                                                                | 0 – 0                                                                 | Stati Uniti                                                           | Amichevole                                                            | -                                                                     | 45’                                                                   |
| 27-3-2021                                                             | Cardiff                                                               | Galles                                                                | 1 – 0                                                                 | Messico                                                               | Amichevole                                                            | -                                                                     | 46’                                                                   |
| 1-9-2021                                                              | Helsinki                                                              | Finlandia                                                             | 0 – 0                                                                 | Galles                                                                | Amichevole                                                            | -                                                                     | 63’ 65’                                                               |
| 7-9-2023                                                              | Cardiff                                                               | Galles                                                                | 0 – 0                                                                 | Corea del Sud                                                         | Amichevole                                                            | -                                                                     | 60’                                                                   |
| 11-10-2023                                                            | Wrexham                                                               | Galles                                                                | 4 – 0                                                                 | Gibilterra                                                            | Amichevole                                                            | -                                                                     | 46’                                                                   |
| 6-6-2024                                                              | Faro                                                                  | Gibilterra                                                            | 0 – 0                                                                 | Galles                                                                | Amichevole                                                            | -                                                                     | cap. 28’                                                              |
| 9-6-2024                                                              | Trnava                                                                | Slovacchia                                                            | 4 – 0                                                                 | Galles                                                                | Amichevole                                                            | -                                                                     |                                                                       |
| 14-10-2024                                                            | Cardiff                                                               | Galles                                                                | 1 – 0                                                                 | Montenegro                                                            | UEFA Nations League 2024-2025 - 1º turno                              | -                                                                     |                                                                       |
| 16-11-2024                                                            | Kayseri                                                               | Turchia                                                               | 0 – 0                                                                 | Galles                                                                | UEFA Nations League 2024-2025 - 1º turno                              | -                                                                     |                                                                       |
| 19-11-2024                                                            | Cardiff                                                               | Galles                                                                | 4 – 1                                                                 | Islanda                                                               | UEFA Nations League 2024-2025 - 1º turno                              | -                                                                     | 89’                                                                   |
| 22-3-2025                                                             | Cardiff                                                               | Galles                                                                | 3 – 1                                                                 | Kazakistan                                                            | Qual. Mondiali 2026                                                   | -                                                                     |                                                                       |
| 25-3-2025                                                             | Skopje                                                                | Macedonia del Nord                                                    | 1 – 1                                                                 | Galles                                                                | Qual. Mondiali 2026                                                   | -                                                                     | 84’                                                                   |
| 6-6-2025                                                              | Cardiff                                                               | Galles                                                                | 3 – 0                                                                 | Liechtenstein                                                         | Qual. Mondiali 2026                                                   | -                                                                     | 64’ 83’                                                               |
| Totale                                                                |                                                                       | Presenze                                                              | 13                                                                    |                                                                       | Reti                                                                  | 0                                                                     |                                                                       |

## Palmarès

### Club

#### Competizioni nazionali
- Football League Trophy: 1

Bolton: 2022-2023